# Singrøn-familien
Singrøn-familien (Apocynaceae) er en stor familie, som er udbredt i alle verdensdele. Her nævnes kun de slægter, der er repræsenteret ved arter, som er vildtvoksende eller dyrket i Danmark.
| Slægter |

- Allamanda (Allamanda)
- Bægerranke (Mandevilla)
- Frangipani (Plumeria)
- Madagaskarsøjle-slægten (Pachypodium)
- Nerie-slægten (Nerium)
- Silkeplante (Asclepias)
- Singrøn (Vinca)
- Svalerod (Vincetoxicum)
- Træranke (Periploca)
- Voksblomst (Hoya)

Familien hed tidligere Asclepiadaceae.